# Nantillois
Nantillois település Franciaországban, Meuse megyében. Lakosainak száma 63 fő (2022. január 1.). Nantillois Brieulles-sur-Meuse, Cierges-sous-Montfaucon, Cunel, Épinonville, Montfaucon-d’Argonne és Septsarges községekkel határos.

## Népesség
A település népességének változása:
| Lakosok száma | 121  | 90   | 81   | 69   | 64   | 64   | 63   | 64   | 63   | 63   |
|               | 1968 | 1982 | 1990 | 2006 | 2013 | 2015 | 2017 | 2019 | 2020 | 2022 |